# Jetske van Staa
Jetske van Staa (Rijswijk, 16 februari 1964 – Nieuw-Wehl, 22 juli 1998) was een Nederlands radiopresentatrice die haar carrière begon bij Radio Gelderland, waar ze tien jaar werkte als onder meer presentatrice en verslaggever. In januari 1995 stapte ze over naar de landelijke radio, waar ze bij de AVRO elke werkdag van 17.00 tot 19.00 uur op Radio 2 een eigen programma had: Van Staa tot Zeven. Voor de overstap werkte Van Staa ook korte tijd bij de tv; vanaf november 1993 presenteerde ze, naast Jack van Gelder, vier maanden TV Sport van de TROS en Veronica.
Naast haar eigen avondprogramma presenteerde Van Staa zes weken lang, in april en mei 1995, het VARA Radio 2-programma Ontbijtradio van 6.00 tot 9.00 uur, waardoor ze in die periode dus dagelijks vijf uur in de ether was. Vanaf oktober van dat jaar was ze geregeld presentator van het NOS Radio 1-programma Langs de Lijn.
In september 1996 werd Van Staa vlak voor een uitzending onwel. Na medisch onderzoek bleek ze een kwaadaardige hersentumor te hebben. Van Staa stopte met haar programma Van Staa tot Zeven, maar werkte vanaf juli 1997 wel op de vrijdagavond mee aan het radioprogramma De Avond van Twee. In dat jaar werd ze door haar collega's verkozen tot Radiovrouw van het jaar – de enige keer dat de Marconi Award in die categorie werd uitgereikt. In het eerste kwartaal van 1998 verving Van Staa Willem Duys in het programma Muziekmozaïek, en was ze nog in NOS Langs de Lijn te horen. Van Staa overleed op 22 juli 1998 op 34-jarige leeftijd.
Haar favoriete bands waren Skik, Clouseau en The Rolling Stones. 
Huidige: · Annemieke Schollaardt · Bart Arens · Carolien Borgers · Evelien de Bruijn · Corné Klijn · Daniël Lippens · Desiree van der Heiden · Dolf Jansen · Eddy Keur · Emmely de Wilt · Evert Duipmans · Jan-Willem Roodbeen · Jeroen Kijk in de Vegte · Jeroen van Inkel · Leo Blokhuis · Martine ten Klooster · Morad El Ouakili · Paul Rabbering · Ruud de Wild · Shay Kreuger ·Tannaz Hajeby · Thomas Hekker · Willemijn Veenhoven
Voormalige: Alfred van de Wege · Andrew Makkinga · Bert Haandrikman · Bert Kranenbarg · Cees van Zijtveld · Cielke Sijben · Daniël Dekker · Edwin Diergaarde · Felix Meurders · Ferry Maat · Frank du Mosch · Frits Sissing · Frits Spits · Gerard Ekdom · Giel Beelen · Gijs Staverman · Hans Schiffers · Henk van Steeg · Jan Paul Grootentraast · Jasper de Vries · Jeanne Kooijmans · Jeroen Mulder · Jetske van Staa · Jurgen van den Berg · Karel van Cooten · Kasper Kooij · Kimberley Dekker · Malou Holshuijsen · Marc Adriani · Marisa Heutink · Mart Smeets · Miranda van Holland · One'sy Muller · Peter Schuiten · Peter van Bruggen · Rick van Velthuysen · Rob Stenders · Roeland van Zeijst · Ron Stoeltie · Rutger Radstaake · Ruud Hermans · Sander de Heer · Sander Guis · Sara Kroos · Simone Walraven · Ted de Braak · Thijs Maalderink · Thomas van Vliet · Timur Perlin · Toine van Peperstraten · Tom Mulder · Will Luikinga · Yora Rienstra· Wouter van der Goes· Frank van 't Hof · Stefan Stasse  ·